# مسجد پاکتنگ
مسجد پاکتنگ (امام صادق) مربوط به دوره قاجار است و در کرمان، خیابان شریعتی، خیابان شهید تجلی، مجاور مدرسه ابراهیم خان واقع شده و این اثر در تاریخ ۲۷ مرداد ۱۳۸۲ با شمارهٔ ثبت ۹۵۶۲ به‌عنوان یکی از آثار ملی ایران به ثبت رسیده‌است.

## نگارخانه

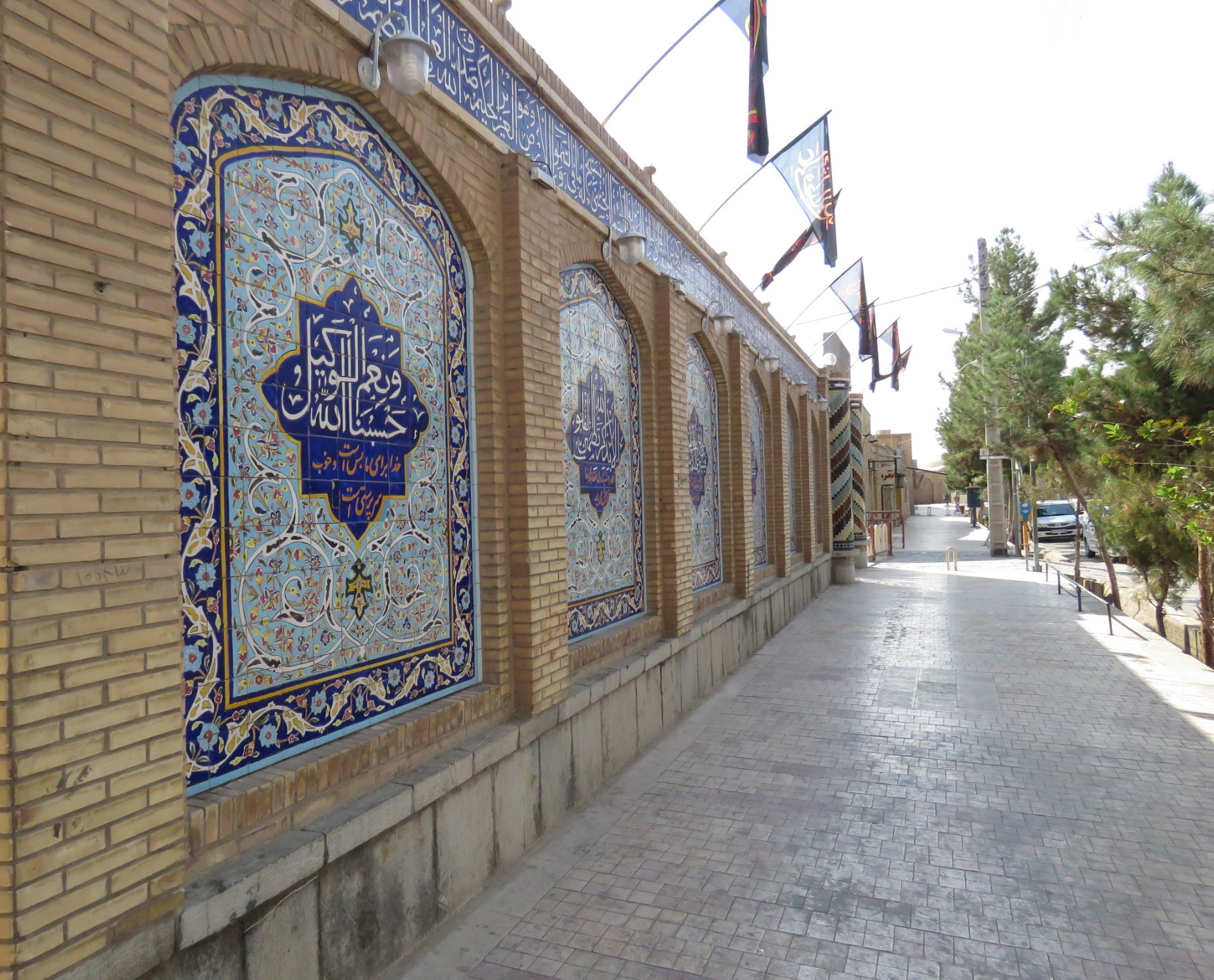
مسجد پاکتنگ کرمان